# Погода

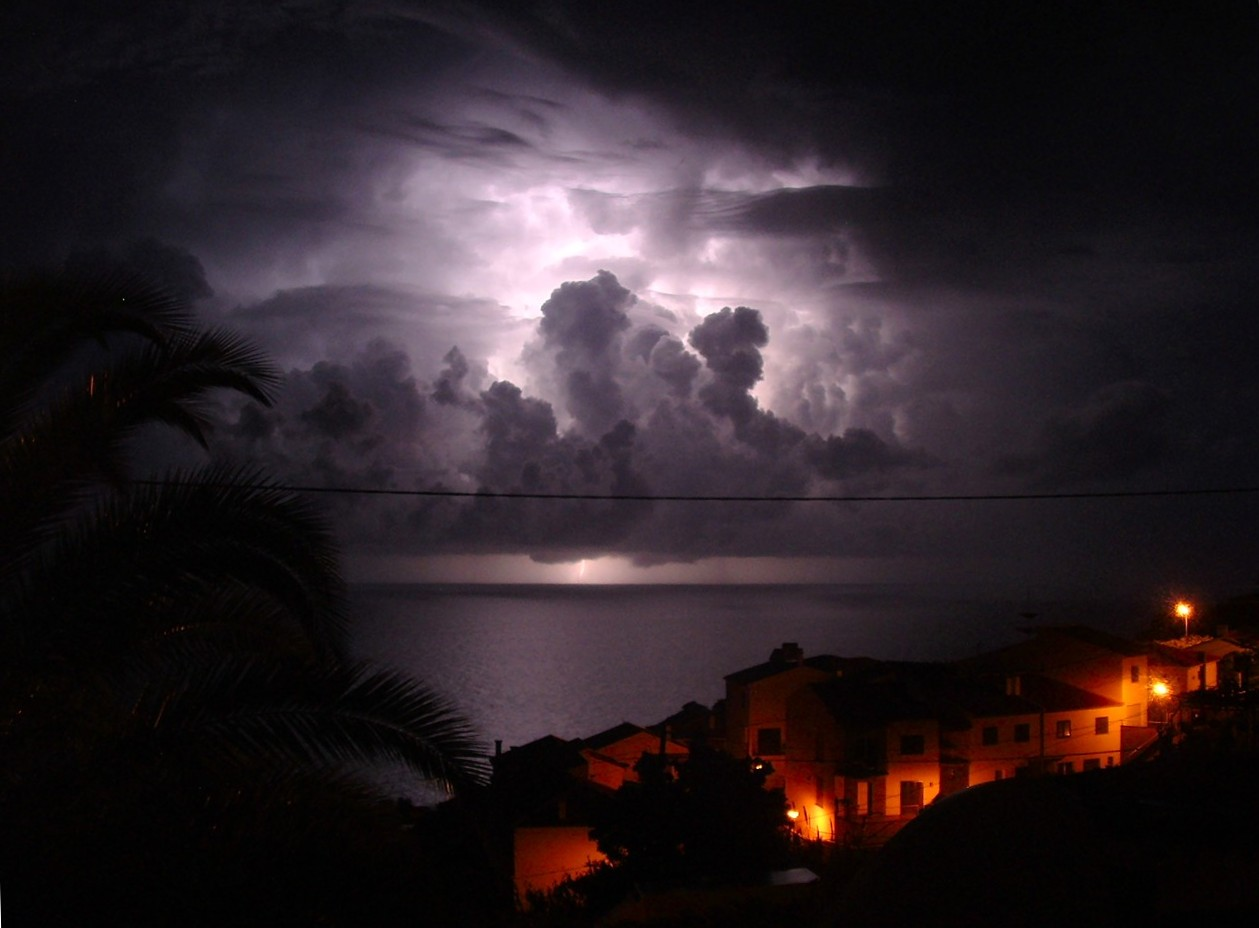
Гроза близ Мадейры

Пого́да — совокупность значений метеорологических элементов и атмосферных явлений, наблюдаемых в определённый момент времени в той или иной точке пространства. Понятие «Погода» относится к текущему состоянию атмосферы, в противоположность понятию «Климат», которое относится к среднему состоянию атмосферы за длительный период времени. Если нет уточнений, то под термином «Погода» понимают погоду на Земле. Погодные явления протекают в тропосфере (нижней части атмосферы) и в стратосфере — атмосферном слое, располагающемся на высоте примерно от 11 до 50 километров. Погоду можно описать давлением, температурой и влажностью воздуха, силой и направлением ветра, облачностью, атмосферными осадками, дальностью видимости, атмосферными явлениями (туманами, метелями, грозами) и другими метеорологическими элементами.
Погода испытывает непрерывные изменения, которые могут быть очень ощутимы не только от одного дня к другому, но и на протяжении даже нескольких минут. Изменения погоды бывают периодические и непериодические. Периодические изменения — это те изменения, которые имеют периодический характер, потому что связаны с вращением Земли вокруг своей оси (суточные изменения) или вокруг Солнца (годовые изменения). Наиболее заметны суточные изменения непосредственно у земной поверхности, в связи с тем, что они определяются изменениями температуры земной поверхности, а с температурой воздуха связаны остальные метеорологические элементы. Годовые изменения выражаются в смене времён года. Непериодические изменения, особенно значительные во внетропических широтах обусловлены переносом воздушных масс. Несовпадения фазы периодических изменений с характером непериодических приводят к наиболее резким изменениям погоды. Воздушные массы при перемещении из одних областей Земли в другие приносят с собой свойственные им характеристики погоды, отличные от ранее существовавших в данном районе. Эти характеристики определяются тем, откуда пришла воздушная масса и какими свойствами в связи с этим она обладает. С высотой интенсивность непериодических изменений погоды в общем уменьшается. Для авиации важен учёт резких усилений ветра и турбулентности, которые связаны со струйными течениями.
Периодические изменения — это те изменения, которые имеют периодический характер, потому что связаны с вращением Земли вокруг своей оси (суточные изменения) или вокруг Солнца (годовые изменения). Наиболее заметны суточные изменения непосредственно у земной поверхности, в связи с тем, что они определяются изменениями температуры земной поверхности, а с температурой воздуха связаны остальные метеорологические элементы. Годовые изменения выражаются в смене времён года. Непериодические изменения, особенно значительные во внетропических широтах обусловлены переносом воздушных масс. Несовпадения фазы периодических изменений с характером непериодических приводят к наиболее резким изменениям погоды. Воздушные массы при перемещении из одних областей Земли в другие приносят с собой свойственные им характеристики погоды, отличные от ранее существовавших в данном районе. Эти характеристики определяются тем, откуда пришла воздушная масса и какими свойствами в связи с этим она обладает. С высотой интенсивность непериодических изменений погоды в общем уменьшается..

## Причины

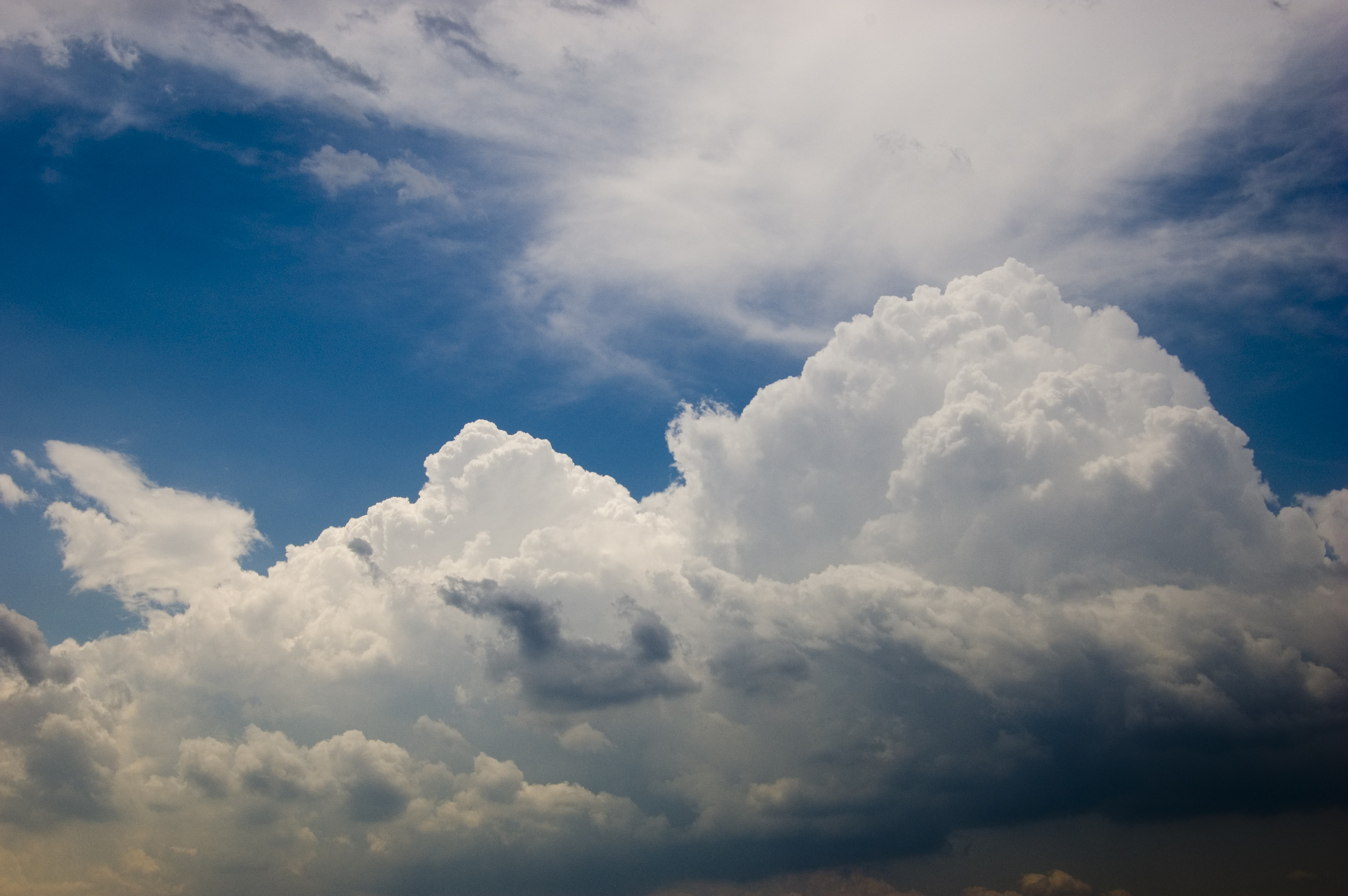
Мощно-кучевые облака

Обычные погодные явления на Земле — это ветер, облака, атмосферные осадки (дождь, снег, град и т. д.), туманы, грозы, пыльные бури и метели. Более редкие явления включают в себя стихийные бедствия, такие как торнадо и ураганы. Почти все погодные явления происходят в тропосфере (нижняя часть атмосферы).
Различия в физических свойствах воздушных масс возникают из-за изменения угла падения солнечных лучей в зависимости от широты и удалённости региона от океанов. Большое различие температур между арктическим и тропическим воздухом является вероятной причиной возникновения высотных струйных течений. Барические образования в средних широтах, такие как внетропические циклоны, образуются, как правило, в результате развития планетарных волн в зоне высотного струйного течения. Эти образования, оказывающие основное влияние на изменения погоды, в результате неустойчивости струйных течений, (так называемый цикл индекса) приходят сериями. Поскольку ось вращения Земли наклонена относительно плоскости её орбиты, угол падения солнечных лучей зависит от времени года. В среднем, температура на поверхности Земли изменяется в течение года в пределах ±40 °C. Изменение параметров орбиты, угла наклона оси и угловой скорости вращения Земли влияет на количество и распределение солнечной энергии на планете, являясь основной причиной долгосрочных изменений климата.
Различие температур на поверхности земли в свою очередь вызывает разность в поле атмосферного давления. Горячая поверхность нагревает находящийся над ней воздух, расширяет его, понижая давление и плотность воздуха. Горизонтальный градиент давления, действуя совместно с центробежной силой и силой Кориолиса, связанной с вращением Земли, создают ветер, направленный в свободной атмосфере вдоль линий равного давления — изобар. Атмосфера — это сложная система, поэтому незначительные изменения в одной её части могут оказать большое влияние на систему в целом.

### Образование осадков
Облака состоят из очень мелких капель воды или кристалликов льда, которые настолько малы, что под действием силы тяжести лишь медленно опускаются. Когда они увеличиваются в размерах и становятся тяжелее, они падают быстрее и из облака выпадает дождь или снег. Во всяком облаке водяной пар находится в насыщенном состоянии, то есть в пределах облака содержится наибольшее возможное при данной температуре количество пара. Если бы этого не было, капли, из которых состоит облако, испарились бы и облако растаяло. Осадки выпадают из облаков, которые состоят из смеси капель воды и кристаллов льда. Благодаря свойству льда притягивать к себе воду, кристаллы постепенно растут и превращаются в снежинки. Этим объясняется не только выпадение снега, но и дождя. В тропосфере с высотой температура воздуха понижается и на высоте нескольких километров всегда мороз. Поэтому почти всякий летний дождь начинается как снег, и только попадая в нижние тёплые слои, снежинки тают и превращаются в дождевые капли.

### Движения воздушных масс
Воздух находится в непрерывном движении, особенно благодаря деятельности циклонов и антициклонов.
Воздушная масса, которая движется из тёплых районов в более холодные, своим приходом вызывает неожиданное потепление. При этом от соприкосновения с более холодной земной поверхностью движущаяся воздушная масса снизу охлаждается и прилегающие к земле слои воздуха могут оказаться даже холоднее верхних слоёв. Охлаждение тёплой воздушной массы, идущее снизу, вызывает конденсацию водяного пара в самых нижних слоях воздуха, в результате образуются облака и выпадают осадки. Эти облака располагаются невысоко, часто опускаются до земли и вызывают туманы. В нижних слоях тёплой воздушной массы довольно тепло и ледяных кристаллов нет. Поэтому они не могут давать обильных осадков, лишь иногда выпадает мелкий, моросящий дождь. Облака тёплой воздушной массы заволакивают всё небо ровным покровом (тогда их называют слоистыми) или слегка волнистым слоем (тогда их называют слоисто-кучевыми).
Холодная воздушная масса движется из холодных районов в более тёплые и приносит похолодание. Передвигаясь на более тёплую земную поверхность, она непрерывно подогревается снизу. При нагревании не только не происходит конденсации, но и уже имеющиеся облака и туманы должны испаряться, тем не менее небо не становится безоблачным, просто облака образуются совсем по другим причинам. При нагревании все тела нагреваются и плотность их уменьшается, поэтому когда самый нижний слой воздуха нагревается и расширяется, он становится более лёгким и как бы всплывает в виде отдельных пузырей или струй и на его место опускается более тяжёлый холодный воздух. Воздух, как и любой газ, при сжатии нагревается, а при расширении охлаждается. Атмосферное давление с высотой уменьшается, поэтому воздух, поднимаясь, расширяется и охлаждается на 1 градус на каждые 100 м подъёма, и в результате на определённой высоте в нём начинается конденсация и образование облаков. Опускающиеся струи воздуха от сжатия нагреваются и в них не только ничего не конденсируется, но даже испаряются попадающие в них остатки облаков. Поэтому облака холодных воздушных масс представляют собой нагромождающиеся в высоту клубы с просветами между ними. Такие облака называются кучевыми или кучево-дождевыми. Они никогда не опускаются до земли и не переходят в туманы, и, как правило, не закрывают весь видимый небосвод. В таких облаках восходящие потоки воздуха увлекают за собой водяные капли в те слои, где всегда имеются ледяные кристаллики, при этом облако теряет характерную форму «цветной капусты» и облако превращается в кучево-дождевое. С этого момента из облака выпадают осадки, хотя и сильные, но непродолжительные из-за малых размеров облаков. Поэтому погода холодных воздушных масс очень неустойчива.

#### Атмосферный фронт
Граница соприкосновения разных воздушных масс называется атмосферным фронтом. На синоптических картах эта граница представляет собой линию, которую метеорологи называют «линия фронта». Граница между тёплой и холодной воздушной массой является почти горизонтальной поверхностью, незаметно опускающейся к линии фронта. Холодный воздух находится под этой поверхностью, а тёплый сверху. Так как воздушные массы всё время в движении, то и граница между ними всё время сдвигается. Интересная особенность: через центр области пониженного давления обязательно проходит линия фронта, а через центры областей повышенного давления фронт не проходит никогда.
Тёплый фронт возникает при продвижении вперёд тёплой воздушной массы и отступлении холодной. Тёплый воздух, как более лёгкий, наползает на холодный. Из-за того, что подъём воздуха приводит к его охлаждению, над поверхностью фронта образуются облака. Тёплый воздух взбирается вверх достаточно медленно, поэтому облачность тёплого фронта представляет собой ровную пелену перисто-слоистых и высокослоистых облаков, которая имеет ширину несколько сот метров и иногда на тысячи километров в длину. Чем дальше впереди линии фронта находятся облака, тем они выше и тоньше.
Холодный фронт движется в сторону тёплого воздуха. При этом холодный воздух подлезает под тёплый. Нижняя часть холодного фронта из-за трения о земную поверхность отстаёт от верхней, поэтому поверхность фронта выпячивается вперёд.

### Атмосферные вихри
Развитие и перемещение циклонов и антициклонов приводит к переносам воздушных масс на значительные расстояния и соответствующим непериодическим изменениям погоды, связанным со сменой направлений и скоростей ветра, с увеличением или уменьшением облачности и осадков. В циклонах и антициклонах воздух перемещается в сторону уменьшения атмосферного давления, отклоняясь под действием разных сил: центробежной, Кориолиса, трения и др. В результате в циклонах ветер направлен к его центру с вращением против часовой стрелки в Северном полушарии и по часовой стрелке в Южном, в антициклонах, наоборот, от центра с противоположным вращением.
Цикло́н — атмосферный вихрь огромного (от сотен до 2—3 тысяч километров) диаметра с пониженным атмосферным давлением в центре. Различают циклоны внетропические и тропические.
Тропические циклоны (тайфуны) обладают особыми свойствами и возникают гораздо реже. Они образуются в тропических широтах (от 5° до 30° каждого полушария) и имеют меньшие размеры (сотни, редко — более тысячи километров), но бо́льшие барические градиенты и скорости ветра, доходящие до ураганных. Для таких циклонов характерен «глаз бури» — центральная область диаметром 20—30 км с относительно ясной и безветренной погодой. Вокруг располагаются мощные сплошные скопления кучево-дождевых облаков с сильнейшими дождями. Тропические циклоны могут в процессе своего развития превращаться во внетропические.
Внетропические циклоны образуются в основном на атмосферных фронтах, чаще всего находящихся в субполярных районах, способствуют самым значительным изменениям погоды. Для циклонов характерна облачная и дождливая погода, с ними связана большая часть осадков в умеренной зоне. В центре внетропического циклона наиболее интенсивные осадки и наиболее густая облачность.
Антициклон — область повышенного атмосферного давления. Обычно погода антициклона ясная или малооблачная.

Имеют значение для погоды также маломасштабные вихри (смерчи, тромбы, торнадо).

## Изучение погоды
«Метеорология (от греч. metéōros — поднятый вверх, небесный, metéōra — атмосферные и небесные явления и …логия), наука об атмосфере и происходящих в ней процессах».
- физика атмосферы — основной раздел метеорологии, исследующий физические явления и процессы в атмосфере.
- синоптическая метеорология — наука о погоде и методах её предсказания. Прогноз погоды — «научно обоснованное предположение о предстоящих изменениях погоды, составленное на основе анализа развития крупномасштабных атмосферных процессов»[7].
- Химия атмосферы изучает химические процессы в атмосфере.
- Динамическая метеорология изучает атмосферные процессы теоретическими методами гидроаэромеханики.
- Биометеорология изучает влияние атмосферных факторов на биологические процессы.

Всемирная метеорологическая организация осуществляет координацию деятельности метеорологических служб различных стран.

### Метеорологическая информация
Можно выделить два типа метеорологической информации:
- первичную информацию о текущей погоде, получаемую в результате метеорологических наблюдений.
- информацию о погоде в виде различных сводок, синоптических карт, аэрологических диаграмм, вертикальных разрезов, карт облачности и т. д.

Успешность разрабатываемых прогнозов погоды в значительной степени зависит от качества первичной метеорологической информации.
Главными потребителями метеорологической информации являются авиация и морской флот (водный транспорт). В большой зависимости от погодных условий и климата стоит также сельское хозяйство. На продуктивность большое влияние оказывает влажность почвы и воздуха, количество осадков, света, тепла. В конце XIX века сформировалась самостоятельная отрасль метеорологии — агрометеорология. Сведения о климате широко используются при проектировании и эксплуатации различных сооружений — зданий, аэродромов, железных дорог, линий электропередач и т. д.

### Организация метеорологических наблюдений
В России существует обширная сеть метеорологических станций (различных разрядов с разными программами наблюдений), метеорологических и гидрологических постов. Значительную роль играют наблюдения, выполняемые посредством метеорологических радиолокаторов (пространственные образы слоёв облачности и интенсивности осадков и гроз в радиусе до 250 км от местоположения локатора) и метеорологических искусственных спутников Земли (телевизионные снимки облачности в различных диапазонах длин волн, вертикальные профили температуры и влажности воздуха в атмосфере). Ведутся аэрологические наблюдения на сети специальных аэрологических станций с помощью радиозондов, иногда с помощью метеорологических и геофизических ракет. Наблюдения на морях и океанах со специально оборудованных судов.
Наземная метеорологическая сеть в СССР максимального развития достигла к середине 1980-х годов. Начавшиеся в конце 1980-х годов кризисные экономические процессы вызвали ощутимое сокращение метеорологической сети. С 1987 по 1989 годы число метеостанций в СССР сократилось на 15 %, на начало 1995 года уменьшение числа метеостанций в РФ составило 22 %. В дальнейшем, также возможно сокращение метеостанций вследствие развития других способов получения информации о погоде (спутниковых и радиолокационных).

### Синоптические карты
Синоптическая карта (греч. συνοπτικός, «обозримый одновременно») — это географическая карта, на которой условными знаками нанесены результаты наблюдений многих метеостанций. Такая карта даёт наглядное представление о состоянии погоды в данный момент. При последовательном составлении карт выясняются направления движения воздушных масс, развитие циклонов, перемещение фронтов. Анализ синоптических карт позволяет предвидеть изменения погоды. Можно отследить изменения состояния атмосферы, в частности перемещение и эволюцию атмосферных возмущений, перемещение, трансформацию и взаимодействие воздушных масс и пр. С середины XX века приземная синоптическая информация дополнена результатами аэрологических наблюдений, на основе которых регулярно строятся карты состояния свободной атмосферы — так называемые карты барической топографии. С конца XX века широко используется также спутниковая информация о состоянии океанов и частей суши, где нет метеостанций. Фотографирование облачных систем со спутников позволяет обнаружить зарождение тропических циклонов над океанами.

### Изучение погоды на других планетах
Погода существует не только на Земле, но и на других небесных телах (планетах и их спутниках), имеющих атмосферу. Изучение погоды на других планетах стало полезным для понимания принципов изменения погоды на Земле. Известный исследовательский объект в Солнечной Системе — Большое красное пятно Юпитера, является антициклоническим штормом, который существует в течение, по крайней мере, 300 лет. Однако погода не ограничена планетарными телами. Корона Солнца постоянно теряется в космос, создавая, по существу, очень тонкую атмосферу во всей Солнечной Системе. Движение частиц, испускаемых Солнцем, называется солнечным ветром.

## Метеорологические элементы
- Атмосферные явления — видимое проявление сложных физико-химических процессов, происходящих в воздушной оболочке Земли — атмосфере:
  - атмосферные осадки (дождь, снег, град)
  - туман
  - метель
  - гроза
  - смерч и т. д.[8]
- Величины, определяющие «эквивалентную комфортную температуру»:
  - атмосферное давление
  - температура воздуха
  - влажность воздуха
  - скорость и направление ветра
- Величины, важные для транспорта и сельского хозяйства:
  - дальность видимости
  - атмосферная турбулентность
  - возможность обледенения
  - солнечная радиация
  - облачность, продолжительность солнечного сияния
  - возможность шторма (на море, крупном озере)

## Прогнозы погоды
Прогноз погоды — это научно и технически обоснованное предположение о будущем состоянии атмосферы в определённом месте. Люди пробовали предсказывать погоду тысячелетиями, но официальные прогнозы появились в девятнадцатом столетии. Для составления прогноза погоды собираются количественные данные о текущем состоянии атмосферы, и при помощи научного понимания атмосферных процессов проектируется, как изменится состояние атмосферы.
Если раньше прогнозы основывались в основном на изменении атмосферного давления, текущих погодных условиях и состоянии неба, то сейчас для определения будущей погоды применяются модели прогнозирования. Участие человека необходимо для выбора наиболее подходящей модели прогнозирования, на которой в дальнейшем будет основываться прогноз. Это включает в себя умение выбрать шаблон модели, учёт взаимосвязи удалённых событий, знание принципов работы и особенностей выбранной модели. Сложная природа атмосферы, необходимость мощной вычислительной техники для решения уравнений, описывающих атмосферу, наличие погрешностей при измерении начальных условий и неполное понимание атмосферных процессов означают, что точность прогноза снижается. Чем больше разница между настоящим временем и временем, на которое делается прогноз (диапазон прогноза), тем меньше точность. Использование нескольких моделей и приведение их к единому результату помогает снизить погрешность и получить наиболее вероятный результат.
Прогнозами погоды пользуются очень многие. Важными прогнозами являются штормовые предупреждения, так как они используются для защиты жизни и имущества. Прогнозы температуры и осадков важны для сельского хозяйства и, следовательно, даже для трейдеров на фондовых рынках. Более того, существуют даже т. н. производные финансовые инструменты на погоду. Температурные прогнозы нужны также тепловым сетям для оценки необходимой в ближайшие дни тепловой энергии. Ежедневно люди пользуются прогнозом погоды, чтобы решить, что надеть в этот день. Прогнозы дождей, снега и сильных ветров используются для планирования работы и отдыха на свежем воздухе.
В настоящее время существует грид-проект ClimatePrediction.net, целью которого является поиск наиболее адекватной модели изменения климата и построение на её основе прогноза на ближайшие 50 лет.

## Влияние погоды на людей
Погода играет большую, а иногда даже решающую роль в человеческой истории. Помимо изменений климата, которые вызывали постепенную миграцию народов (например, опустынивание Ближнего Востока и формирование сухопутных мостов между материками во время ледниковых периодов), экстремальные погодные явления вызывали меньшие по масштабу перемещения народов и принимали непосредственное участие в исторических событиях. Одним из таких случаев является спасение Японии ветрами Камикадзе от вторжения монгольского флота Хана Хубилая в 1281 году. Притязания французов на Флориду прекратились в 1565 году, когда ураган уничтожил французский флот, дав Испании возможность завоевать форт Каролину. Совсем недавно ураган Катрина заставил более одного миллиона человек переселиться с центрального побережья Мексиканского залива в США, создав самую крупную диаспору в истории Соединённых Штатов.
Помимо такого радикального влияния на людей, погода может влиять на человека и более простыми способами, проявляясь в виде метеозависимости. Люди плохо переносят экстремальные значения температуры, влажности, давления и ветра. Погода также влияет на настроение и сон.

## Антропогенное влияние на погоду и климат
Стремление влиять на метеорологические явления прослеживается на протяжении всей истории человечества: от древнейших ритуальных обрядов, проводимых в попытке призвать дождь, до специальных военных операций современности, таких как Операция «Popeye» американских военных сил во время войны во Вьетнаме (1965—1973), когда предпринимались попытки помешать снабжению южновьетнамских партизан оружием и продовольствием путём продления периода действия вьетнамского муссона. Наиболее успешные попытки влияния на погоду включают засев облаков, активное воздействие на туманы и слоистые облака с целью их рассеивания, применяемое крупными аэропортами, техники для увеличения снежных осадков над горами и уменьшения осадков в виде града.
Свежим примером воздействия на гидрометеорологические процессы могут служить меры, предпринятые Китаем к Летним Олимпийским играм 2008 года. Были произведены запуски 1104 ракет, с помощью которых производится засев в облака специальных реагентов. Осуществлённые над Пекином, они предназначались для того, чтобы избежать дождя во время церемонии открытия Игр 8 августа. Ху Гуо, глава Пекинского городского метеорологического бюро, подтвердил успех операции.
В то время как эффективность подобных методов воздействия на погоду ещё окончательно не доказана, существуют убедительные доказательства того, что влияние на погоду оказывают сельское хозяйство и промышленность:
- Кислотные дожди, вызываемые поступлением в атмосферу оксида серы и оксидов азота, пагубно влияют на озёра, растения, здания.
- Отходы производств (англ. Human impact on the environment) ухудшают качество воздуха и его видимость.
- Строительство городов, дорог, вырубка лесов, изменяя ландшафт, приводит к увеличению альбедо земной поверхности. Примеси, выбрасываемые в атмосферу промышленными предприятиями, оседая на Землю, также способствуют падению отражательной способности поверхности Земли (особенно в зимний период). Эти факторы влияет на тепловой баланс атмосферы, способствуя изменению климата (потеплению) в городах и промышленных регионах.
- Изменение климата, вызванное процессами, приводящими к выделению в воздух парниковых газов, как считается, влияет на частоту возникновения таких неблагоприятных явлений (англ. Extreme weather) как засуха, экстремальные температуры, наводнения, штормовые ветра и бури[11].
- Количество теплоты, производимое крупными городскими конгломератами, незамедлительно влияет на погоду в регионе даже на расстояниях в 1000 миль[12].

Эффекты от непреднамеренного изменения погодных условий могут представлять собой серьёзную угрозу для многих компонентов нашей цивилизации, включая экосистемы, природные ресурсы, экономическое развитие и здоровье человека.

## Метеорология малых масштабов
Микрометеорология, рассматривающая метеорологические явления малых и сверхмалых масштабов, как во времени, так и в пространстве, имеет дело с атмосферными явлениями меньшими одного километра, то есть такими, которые уже не рассматриваются метеорологией средних масштабов (англ. Mesoscale meteorology). Эти две ветви метеорологии иногда объединяют вместе, и относят туда изучение объектов, чьи масштабы меньше тех, что рассматриваются метеорологией синоптических масштабов (англ. Synoptic scale meteorology) и не могут быть отражены на синоптической карте. Сюда могут быть отнесены малые и обычно блуждающие облака и подобные им объекты.

## Погода на других планетах
Изучение особенностей погоды на других планетах способствует более глубокому пониманию процессов, происходящих на Земле. На других планетах погодные условия подчиняются многим из физических закономерностей, присущим погоде на Земле, но они происходят в других масштабах и в атмосферах отличных от земной по химическому составу. Миссия Кассини-Гюйгенс к Титану открыла на спутнике облака, образованные из метана или этана, которые производят дождь, состоящий из жидкого метана и других органических компонентов. Земная атмосфера состоит из шести зон циркуляции по широте, по три в каждом полушарии В отличие от Земли, Юпитер опоясан множеством таких зон. Титан же имеет только один поток около 50-й параллели северной широты и один около экватора.

## Погодные рекорды
Рекорды погоды — экстремальные метеорологические показатели, которые были официально зарегистрированы на поверхности Земли. Самая низкая температура за всю историю была зафиксирована 21 июля 1983 года на Станции Восток, Антарктида −89,2 °C. Самая высокая зафиксирована 13 сентября 1922 года в Эль-Азизии, Ливия. Тогда столбик термометра поднялся до +58 °C; значение впрочем, оспаривается.